# Karawane

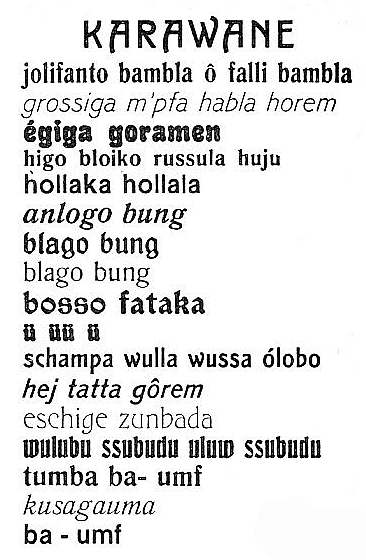
Ljuddikten Karawane som den publicerades 1917 i tidskriften Dada.

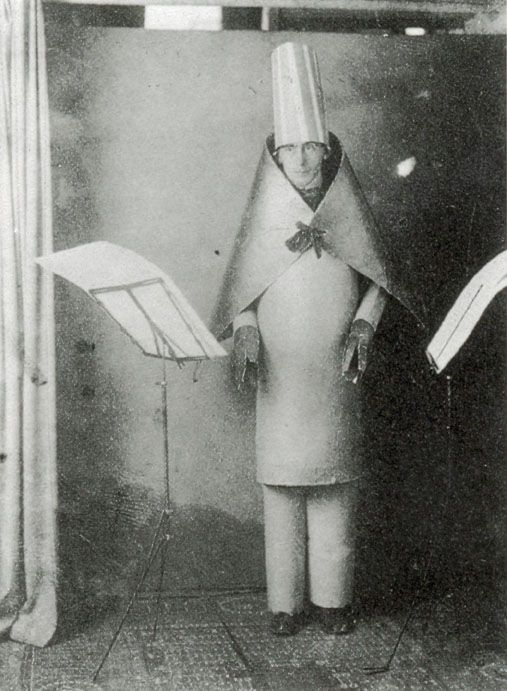
Hugo Ball framför Karawane och andra ljuddikter på Cabaret Voltaire 1916. Fotografi: Marcel Janco

Karawane eller Elefantenkarawane (Elefantkaravanen) som den först hette, är en ljuddikt av Hugo Ball vilken framfördes första gången på Cabaret Voltaire i Zürich den 23 juni 1916. Tidigare samma dag hade Ball skrivit i sin dagbok att han uppfunnit en ny poetisk genre som han kallade Vers ohne Worte (verser utan ord) eller Lautgedichte (ljuddikter). Denna form av poesi bygger på abstrakta fonem och kompositionen bygger helt på rytm och intonation.
När Ball senare på kvällen skulle framföra några av dessa nyskrivna dikter på Cabaret Voltaire hade han klätt sig i en pappkostym skapad av skinade blå pappcylindrar vilken gjorde att han inte kunde röra sig utan var tvungen att bli buren upp på och av scenen. På huvudet hade han en blå- och vitrandig cylinder och runt halsen en överdimensionerad krage som flaxade när han rörde på armarna. Till höger om sig hade han ett notställ med dikten Labadas Gesang die Wolken (Labadas sång till molnen) och till vänster ett notställ med Elefantenkarawan. Tillfället finns dokumenterat i ett fotografi taget av Marcel Janco. När Ball började läsa Elefantenkarawan förändrades hans röstläge och han framförde den närmast som en liturgisk mässa. När han var färdig släcktes ljuset och Ball bars av scenen. Detta tillfälle har många gånger kallats den dadaistiska ljudpoesins födelse.